# 41e bataillon de transmissions
Le 41e bataillon du génie puis de transmissions est un bataillon militaire français créé en 1919.

## Création et différentes dénominations
Le 1er avril 1919, les unités du 8e régiment du génie stationnés au Maroc sont regroupées pour former le 33e bataillon du génie, qui devient le 41e le 1er janvier 1921. Avec la création de l'Arme des Transmissions en 1942, il fut renommé 41e bataillon de sapeurs télégraphistes puis le 41e bataillon de transmissions. En 1946, il devient le 41e régiment de transmissions.

## Chefs de corps

### 41eBataillon du génie au Maroc
- 1920-1924 : colonel Appiano (**)
- 1924-1925 : lieutenant-colonel Torquebiaux
- 1925-1927 : colonel Appiano (**)
- 1927-1931 : chef de bataillon Dunourgeal
- 1931-1937 : lieutenant-colonel Auguste-Martin Desneux
- 1937-1939 : lieutenant-colonel Lucien Merlin (**)
- 1939-1940 : chef de bataillon Miard
- 1940-1941 : colonel Lucien Merlin (**)
- 1941 : chef de bataillon Miard

(**) Officier qui devint par la suite général de division.

### 41eBataillon de transmissions au Maroc
- 1942 : chef de bataillon Miard
- 1942-1945 : chef de bataillon Melin
- 1945-1946 : lieutenant-colonel Papin
- 1946 : lieutenant-colonel Rebille (*)

(*) Officier qui devint par la suite général de brigade.

## Historique des garnisons, combats et batailles du41eBataillon de transmissions

### Entre-deux-guerres

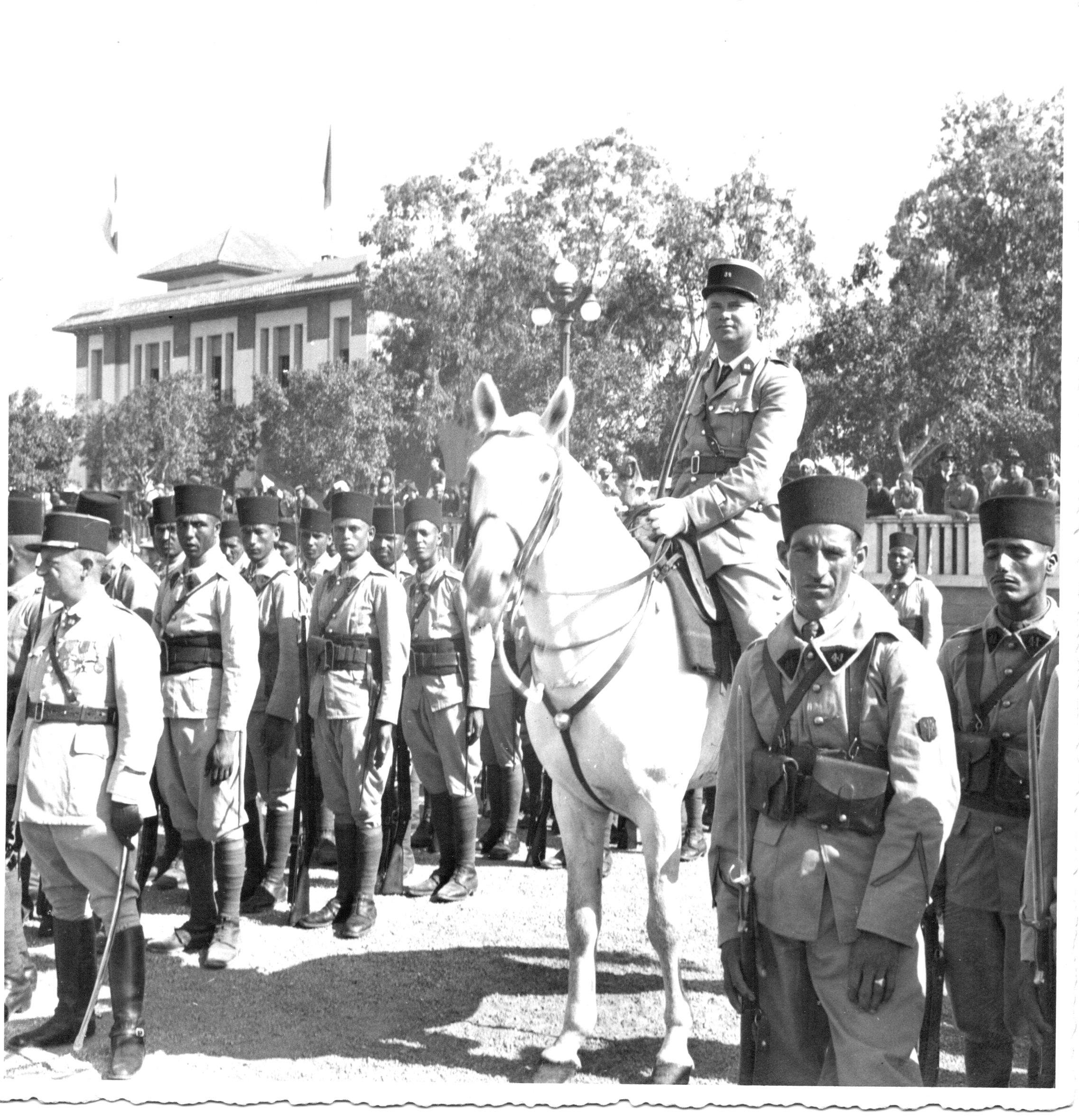
Soldat du du génie (au premier plan) et du du train à Casablanca le 14/7/1938.

Stationné à Rabat, le bataillon se compose alors de trois compagnies, chargées d'assurer les liaisons avec le commandement. Elles sont réparties sur tout le territoire et implantées à Casablanca, dans la région du Tafilalet et autour de Marrakech. Ayant participé à la pacification du territoire et en particulier à la guerre du Rif, las sapeurs assureront la construction et l'entretien de plus de vingt mille kilomètres de lignes téléphoniques et télégraphiques. Le 44e bataillon du génie de Mayence est envoyé en 1925 au Maroc, peu après ses effectifs sont intégrés au 41e bataillon du génie. En 1927, une compagnie supplémentaire est créée et basée à Fès.

### Seconde Guerre mondiale
En 1939, huit compagnies supplémentaires sont créées, endivisionnées et déployées sur d'autres théâtres et d'autres fronts. Deux d'entre elles sont affectées à la 1re division marocaine qui rejoint, en décembre 1939, le nord est de la France. Quant aux quatre compagnies initiales, dépourvues de leur encadrement d'active, elles restent sur place au Maroc pour assurer la continuité du service territorial des transmissions. Le 41e bataillon du génie devient le 1er mai 1940, le bataillon télégraphiste 481 et reprend sa dénomination initiale le 28 août 1940. Le 1er décembre 1940, il prend l'appellation de 41e bataillon de sapeurs télégraphistes. À la suite de la création de l'arme des transmissions, le 1er juin 1942, il devient le 1er octobre 1942, le 41e bataillon de transmissions et passe de quatre à six compagnies. Certaines de ces compagnies affectées à des divisions opérationnelles (2e DB, 4e DM, 2e DIM, 5e DB) participent à toutes les campagnes de la Libération (Italie, Corse, Provence, poche de Colmar, Allemagne, Autriche). Cette dissémination se traduit par la dissolution du 41e bataillon de transmissions. Il donne naissance au dépôt de guerre des transmissions n°41 de Rabat en décembre 1942, dont les compagnies restées en Afrique du Nord assurent la continuité des transmisisons territoriales du Maroc. La 41/2 affectée à la 1re division de marche du Maroc participe à la campagne de Tunisie en 1942-1943. Le 1er octobre 1943, le dépôt devient le 41e bataillon territorial de transmissions et reprend le 16 novembre 1945, l'appellation de 41e bataillon de transmissions. Le 41e régiment de transmissions est créé le 1er juillet 1946 à Rabat au Maroc.

### De 1945 à nos jours
Informations tirées du dernier historique du 41e régiment de transmissions en 2009

## Faits d'armes faisant particulièrement honneur au régiment
(*) Bataille portée au drapeau du régiment.

## Traditions et uniformes

### Devise
Par-delà les mers et les océans.